# المنطقة (الجبار)
المنطقة في الفلك (بالإنجليزية: Delta Orionis أو δ Ori) هو نجم يبعد عن الأرض نحو 900 سنة ضوئية ويوجد في كوكبة الجبار. ويشكل المنطقة مع النظام (الجبار)
و النطاق (الجبار) الثلاثة نجوم التي تسمى حزام الجبار.),
وعندما يكون الجبار بالقرب من خط الطول الفلكي تكون المنطقة هي النجم في أقصى اليمين من الثلاثة نجوم المشكلة لحزام الجبار، وفي الوسط نجد النظام ويتبعه إلى اليسار النطاق، هذا بالنسبة للمشاهد من نصف الكرة الأرضية الشمالي.

## التاريخ
قياسات السرعة الشعاعية التي حصل عليها هنري ألكسندر في مرصد باريس أظهرت أن المنطقة كان متغير ثنائي الطيفي. التقدير الأولي لمداره كان 1.92وقد اثبت خطاء القياسات سنة 1904 عند استخدام يوهانس فرانز هارتمان لوحات الصور الفوتوغرافية التقطت في مرصد بوتسدام وأظهرت مداره الحقيقي هو 5.7 أيام. كما لاحظت هارتمان ان خط كيو الكالسيوم على 393.4 نانومتر في الطيف النجمي لم تدخل في حسابات الحركة المدارية للنجم واقتنع أن هناك سحابة في خط الأفق للمنطقة تحتوي على سحب الكالسيوم. كان هذا أول اكتشاف للوسط ما بين النجوم.

## مجموعة نجوم
في الحقيقة نجد أن المنطقة هو مجموعة نجوم لها قدر ظاهري 7. ومن ضمنها نجم مزدوج يصنف كعملاق أزرق نوع B ومرافقا له نجم أصغر ولكنه أشد حرارة منه ويصنف نجم-أو.
ويدور النجمان حول بعضهما كل 7و5 أيام. وكل من ذلك النجمان أشد ضياء من الشمس بمقدار 90.000 مرة وكتلة كل منهما أكبر نحو 20 مرة من كتلة الشمس.
|  |  |

## اقرأ أيضاً
- النطاق (الجبار)
- النظام (الجبار)
- نطاق الجبار
- نجم ولف-رايت
- التصنيف النجمي
- سديم الشعلة
- كتلة جينس
- انفجار أشعة غاما 080913
- مستعر أعظم
- قزم أبيض
- عملاق أحمر
- نجم الدجاجة اكس
- تخليق العناصر
- ثقب أسود
- النسق الأساسي
- مجرة حلزونية
- مجرة إهليجية
- إشعاع الخلفية الميكروني الكوني
- الانفجار العظيم
- خط زمني للانفجار العظيم
- نجم نيوتروني
- ثقب أسود
- مسييه 100
- انفجار أشعة غاما 080319ب
- انفجار أشعة غاما 090423
- انفجار أشعة غاما 970228